# Cherminotus
Cherminotus is een geslacht van uitgestorven varanen uit het Laat-Krijt van Mongolië. Het type en de enige soort Cherminotus longifrons werd benoemd in 1984.

## Ontdekkingsgeschiedenis
Cherminotus longifrons werd in 1984 benoemd door Maria Magdalena Borsuk-Bialynicka. De geslachtsnaam verbindt een verwijzing naar de Chermin Tsav met het Grieks ootos, 'oor', een verwijzing naar het gelijkende moderne geslacht Lanthanotus. De soortaanduiding is een combinatie van het Latijn longis, 'lang' en frons, 'voorhoofd'. Het holotype ZPAL MgR-III/59 is gevonden in  de Barun Goyotformatie. Meer exemplaren, zoals de schedel IGM 3/170 (MAE 24/93-26), werden later gevonden in de Djadochtaformatie in vindplaatsen zoals Ukhaa Tolgod.

## Beschrijving
Cherminotus is klein voor een varaan en heeft een langere snuit dan zijn naaste verwant, de levende Dove varaan. Cherminotus lijkt ook erg op Aiolosaurus, een andere varaan uit het Krijt van Mongolië. Beide varanen hebben een enkel gat in het traanbeen dat het foramen lacrimale wordt genoemd. Andere varanen en hun voorouders hebben twee gaten in het traanbeen, waardoor de aanwezigheid van slechts één gat bij Cherminotus een geval van evolutionaire omkering is.